# World Series of Poker Paradise
Die World Series of Poker Paradise, kurz WSOPP, war eine Pokerturnierserie, die 2023 erstmals ausgespielt wurde und eine Expansion der World Series of Poker darstellt. Sie fand vom 3. bis 14. Dezember 2023 im Atlantis Resort & Casino auf Paradise Island auf den Bahamas statt.

## Turniere

### Struktur

Alle Turniere wurden im Atlantis Resort & Casino ausgetragen

Es standen 15 Pokerturniere auf dem Turnierplan, wovon 12 in der Variante No-Limit Hold’em und 3 in Pot Limit Omaha gespielt wurden. Zwei Events wurden online ausgetragen. Der Buy-in lag zwischen 800 und 100.000 US-Dollar. Das Millionaire Maker in Paradise wurde rund drei Monate vorher bei der World Series of Poker Online begonnen und mit den 100 restlichen Spielern live bei der World Series of Poker Paradise zu Ende gespielt. Für einen Turniersieg erhielten die Spieler neben dem Preisgeld ein Bracelet. Alle Turniere mit einem Buy-in von mindestens 10.000 US-Dollar zählten zur PokerGO Tour, die über das Kalenderjahr 2023 läuft.

### Turnierplan
Im Falle eines mehrfachen Braceletgewinners gibt die Zahl hinter dem Spielernamen an, das wievielte Bracelet in diesem Turnier gewonnen wurde.
| #  | Buy-in (in $) | Turnier                                 | Turnierbeginn | Teilnehmer | Sieger                 | Herkunft            | Preisgeld (in $) |
| -- | ------------- | --------------------------------------- | ------------- | ---------- | ---------------------- | ------------------- | ---------------- |
| 1  | 001.500       | Mystery Millions                        | 3. Dez. 2023  | 3446       | Jin Hoon Lee           | Korea Sud           | 0.420.000        |
| 2  | 001.500       | Millionaire Maker in Paradise           | 4. Dez. 2023  | 3496       | Allan De Mello         | Brasilien           | 1.000.000        |
| 3  | 025.000       | GGMillion$ High Rollers Championship    | 5. Dez. 2023  | 0533       | Samuel Mullur          | Osterreich          | 2.736.300        |
| 4  | 001.000       | Mini Main Event No-Limit Hold’em        | 5. Dez. 2023  | 2234       | Martin Raus            | Kanada              | 0.334.380        |
| 5  | 025.000       | High Roller Pot-Limit Omaha             | 7. Dez. 2023  | 0140       | Nikolaos Lampropoulos  | Griechenland        | 0.871.600        |
| 6  | 003.000       | No-Limit Hold’em 6-Handed               | 7. Dez. 2023  | 0755       | Boris Kolew (2)        | Bulgarien           | 0.424.550        |
| 7  | 050.000       | Super High Roller No-Limit Hold’em      | 8. Dez. 2023  | 0137       | Erik Seidel (10)       | Vereinigte Staaten  | 1.704.400        |
| 8  | 002.000       | Mystery Bounty Pot-Limit Omaha (Online) | 8. Dez. 2023  | 0668       | Ben Wilinofsky (2)     | Kanada              | 0.113.079        |
| 9  | 100.000       | Ultra High Roller No-Limit Hold’em      | 9. Dez. 2023  | 0111       | Masashi Oya            | Japan               | 2.940.000        |
| 10 | 005.000       | Main Event Championship                 | 9. Dez. 2023  | 3010       | Stanislav Zegal        | Deutschland         | 2.000.000        |
| 11 | 000.800       | Flip & Go                               | 12. Dez. 2023 | 0767       | Artur Martirossjan (2) | Russland            | 0.110.591        |
| 12 | 001.000       | No-Limit Hold’em Freezeout (Online)     | 13. Dez. 2023 | 1336       | Anton Bardsijan        | Belarus             | 0.178.261        |
| 13 | 010.000       | Pot-Limit Omaha Championship            | 13. Dez. 2023 | 0104       | Dante Goya             | Brasilien           | 0.277.700        |
| 14 | 002.000       | The Closer – Turbo Bounty               | 13. Dez. 2023 | 0406       | Bernardo Neves         | Portugal            | 0.166.000        |
| 15 | 010.000       | High Roller No-Limit Hold’em 6-Handed   | 12. Dez. 2023 | 0169       | Dong Chen              | China Volksrepublik | 0.411.659        |

### Main Event
Das Main Event wurde vom 9. bis 14. Dezember 2023 gespielt. Es hatte einen Buy-in von 5000 US-Dollar bei einem garantierten Preispool von 15 Millionen US-Dollar. Die finale Hand gewann Zegal mit J♥ 4♦ gegen Skleničkas 7♠ 3♠.
| Platz | Herkunft               | Spieler            | Preisgeld (in $) |
| ----- | ---------------------- | ------------------ | ---------------- |
| 1     | Deutschland            | Stanislav Zegal    | 2.000.000        |
| 2     | Tschechien             | Michael Sklenička  | 1.200.000        |
| 3     | Australien             | Daniel Neilson     | 0.900.000        |
| 4     | Vereinigte Staaten     | Matt Glantz        | 0.685.000        |
| 5     | Portugal               | Rui Sousa          | 0.510.000        |
| 6     | Brasilien              | Gabriel Schroeder  | 0.400.000        |
| 7     | Vereinigtes Konigreich | Montgomery McQuade | 0.300.000        |
| 8     | Vereinigte Staaten     | Luke Graham        | 0.250.000        |
| 9     | Frankreich             | Stephane Guelpa    | 0.200.000        |